# Føroya symfoniorkester
Føroya Symfoniorkester eller  Færøernes Symfoniorkester startede i 1983, samtidig som Nordens Hus på Færøerne blev indviet. De nye lokaler i Nordens Hus gav nu mulighed for et større orkester, 
sammen med at man startede Færøernes Musikskole med 40 nye musikuddannede lærere.
Siden orkestrets begyndelse, har orkestrer været besat af en del uddannede musikere og  lærere på musikskolen, sammen med de gode amatører og de gode elever i musikskolen. Derudover har der til de fleste koncerterne hentet hjælp fra Danmark til de instrumenter vi ikke havde på Færøerne. De første mange år havde vi kun en til to koncerter pr. år. 
I dag er orkestret et aktivt orkester som fast har hen i mod 30 årlige koncerter. De faste koncerter er:
1. Nytårskoncerten første weekend i januar.
2. Den nordiske koncert i februar, hvor vi skifter mellem de nordiske lande
3. Forårskoncerten i marts
4. Skolekoncerterne i april, hvor alle  børn på Færøerne i alderen 3-10 år, fra hele landet, kommer til Nordens hus til koncert.
5. Efterårskoncerterne i oktober
6. Hule- og Familiekoncerterne i december, normalt sammen med et børnekor på ca 200 børn

Derudover er der så de specielle koncerter som f.eks popkoncerter, udenlandsrejserne m.m.

## Eksterne kilder og henvisninger
- Om orkestret Arkiveret 9. januar 2016 hos  Wayback Machine på www.fso.fo